# Kukavica (Vlasotince)
Pour les articles homonymes, voir Kukavica.
Kukavica (en serbe cyrillique : Кукавица) est un village de Serbie situé dans la municipalité de Vlasotince, district de Jablanica. Au recensement de 2011, il comptait 460 habitants.

## Démographie

### Évolution historique de la population
| 1948 | 1953 | 1961 | 1971 | 1981 | 1991 | 2002 | 2011 |
| ---- | ---- | ---- | ---- | ---- | ---- | ---- | ---- |
| 526  | 536  | 534  | 525  | 534  | 539  | 535  | 460  |

|  |